# Henri Deglane
Henri Deglane (n. 22 iunie 1902, Limoges, Franța – d. 7 iulie 1975, Chamalières, Auvergne, Franța) a fost un luptător ce a reprezentat Franța, medaliat olimpic. A participat la o ediție a Jocurilor Olimpice (1924) în care a câștigat o medalie de aur.

## Participări
Lista de mai jos prezintă principalele competiții la care a participat Henri Deglane de-a lungul carierei.
- wrestling at the 1924 Summer Olympics – men's Greco-Roman heavyweight[*]